# Думниці
Ду́мниці (болг. Думници) — село в Габровській області Болгарії. Входить до складу общини Габрово.

## Населення
За даними перепису населення 2011 року у селі проживали 39 осіб, з них 37 осіб (97,4%) — болгари.
Розподіл населення за віком у 2011 році:
Динаміка населення: